# Rune Stordal
Rune Stordal (Bergen, 8 april 1979) is een Noors oud-langebaanschaatser.
In 2005 won Rune Stordal zeer onverwachts de 1500 meter tijdens de WK Afstanden in Inzell. Stordal was met deze overwinning al de tweede Noor die, na de komst van trainer Peter Mueller naar Noorwegen, wereldkampioen werd. Eerder in het toernooi lukte het Even Wetten om kampioen te worden op de 1000 meter.
In januari 2008 werd Stordal op de Noorse sprintkampioenschappen slechts zevende waardoor hij zich niet plaatste voor internationale toernooien. Door dit teleurstellende resultaat besloot Stordal zijn schaatsloopbaan te beëindigen.

## Persoonlijke records
| Afstand      | Tijd    | Datum            | Baan           |
| ------------ | ------- | ---------------- | -------------- |
| 500 meter    | 36,63   | 25 december 2004 | Moskou         |
| 1000 meter   | 1.11,20 | 15 januari 2005  | Calgary        |
| 1500 meter   | 1.47,84 | 22 januari 2005  | Salt Lake City |
| 3000 meter   | 4.15,0  | 8 december 2002  | Geithus        |
| 5000 meter   | 7.16,16 | 16 december 2006 | Geithus        |
| 10.000 meter | 15.32,7 | 13 maart 2004    | Geithus        |

## Resultaten
| Jaar | Olympische Spelen | WK Afstanden | WK Sprint |
| ---- | ----------------- | ------------ | --------- |
| 2003 |                   | -            | 30e       |
| 2004 |                   | -            | -         |
| 2005 |                   | 1500m        | -         |
| 2006 | -                 |              | -         |

- = geen deelname

### Medaillespiegel
| Kampioenschap     | Goud | Zilver | Brons |
| ----------------- | ---- | ------ | ----- |
| Olympische Spelen | 0    | 0      | 0     |
| WK Afstanden      | 1    | 0      | 0     |